# Ouolon
Ouolon is een gemeente (commune) in de regio Ségou in Mali. De gemeente telt 13.300 inwoners (2009).